# 革命武力只接受元帥的領導
《革命武力只接受元帥的領導》（：／）是一首朝鮮人民軍軍歌，創作於2013年，由車鎬根、李志成作詞，薛太成、咸赫作曲。由於金正恩先後被稱為“革命武力最高領導者”和授予朝鮮民主主義人民共和國元帥稱號，朝鮮人民軍只服從金正恩的領導。特別是在張成澤被處決之後發佈此首歌曲，旨在強化這一觀念。
歌曲第二、三段之間的間奏化用了金正日頌歌《沒有您就沒有祖國》開首二句的旋律。

## 歌曲MV
- YouTube上的革命武力只接受元帥的領導

## 惡搞
中國網民利用朝鮮中央電視台官方發佈的MV中朝鮮語歌詞的中文諧音，用空耳手法將其惡搞。其中“金正恩同志”一句更是延續了姊妹篇《除了他我們誰都不認》中的空耳笑料“JB永動機”。